# Chthonius bogovinae
Chthonius bogovinae är en spindeldjursart som beskrevs av Bozidar P.M. Curcic 1972. Chthonius bogovinae ingår i släktet Chthonius och familjen käkklokrypare.

## Underarter
Arten delas in i följande underarter:
- C. b. bogovinae
- C. b. latidentatus